# Muhammad Sameer Murtaza

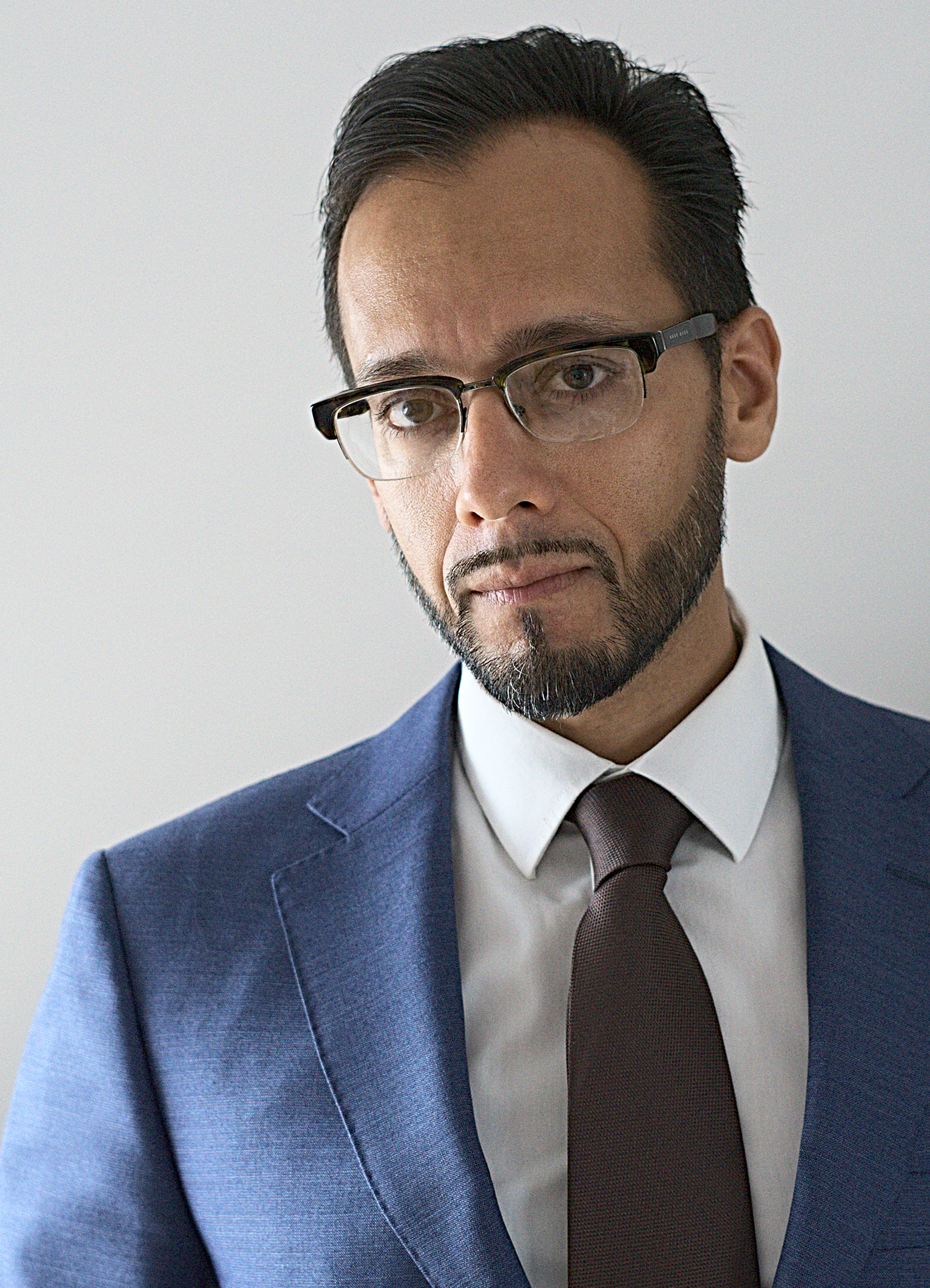
Muhammad Sameer Murtaza

Muhammad Sameer Murtaza (* 25. Oktober 1981 in Oberwesel) ist ein pakistanisch-deutscher Islam- und Politikwissenschaftler, islamischer Philosoph und Buchautor. Seit 2010 ist er als erster Muslim bei der Stiftung Weltethos als Islamwissenschaftler tätig. Zudem ist er Gutachter bei der in Pakistan herausgegebenen islamischen Fachzeitschrift Hamdard Islamicus und Herausgeber der Schriftenreihe Islamische Philosophie. Seit 2023 ist er wissenschaftlicher Referent bei dem jüdisch-muslimischen Bildungswerk Maimonides.

## Leben
Muhammad Sameer Murtaza begann im WS 2004/2005 sein Studium der Islamkunde, der islamischen Philologie und der Politikwissenschaft in Mainz. Nach seiner Magisterarbeit über die ägyptische Muslimbruderschaft 2011 promovierte Murtaza 2016 mit einem Vergleich zwischen Nietzsches Übermenschen und Iqbals mard-e-momin und entwickelt dabei einen Ansatz einer islamischen Existenzialphilosophie.
Von 2006 bis 2008 war Murtaza als wissenschaftliche Hilfskraft im Kompetenzzentrum Orient-Okzident (KOOM) der Johannes Gutenberg-Universität Mainz tätig. Im Sommer 2007 übernahm er die Leitung des Seminars Politische Strömungen im Islam am Zentrum für wissenschaftliche Weiterbildung dieser Universität. 2010 wurde er externer Mitarbeiter der Stiftung Weltethos. Seit 2012 ist er zudem Gutachter für die islamische Fachzeitschrift Hamdard Islamicus – Quarterly Journal of Studies and Research in Islam. Vom WS 2016/17 bis zum SS 2017 lehrte er am Institut für islamische Theologie in Osnabrück islamische Philosophie und Mystik. Danach lehrte er am Institut für Islamische Theologie in Ludwigsburg im Sommersemester 2019 zu Salafismus und im Sommersemester 2020 über islamische Ethik. Seit 2023 ist er wissenschaftlicher Referent bei dem jüdisch-muslimischen Bildungswerk Maimonides.
Von 2010 bis 2013 gehörte er der Steuerungsgruppe des Zukunftsforums Islam an, das von der Bundeszentrale für politische Bildung ausgerichtet wurde. Von 2011 bis 2014 leitete er beim Zentralrat der Muslime in Deutschland das Demokratieprojekt: Das Grundgesetz im (Migrations)-Vordergrund. Von 2008 bis 2013 war er zudem SPD-Mitglied und übte die Funktionen des stellvertretenden Juso-Kreisvorsitzenden im Kreis Bad Kreuznach und des stellvertretenden Kassierers im geschäftsführenden Vorstand des SPD-Stadtverbandes Bad Kreuznach aus. 2013 verließ er die SPD im Zuge der Thilo-Sarrazin-Kontroverse und der mangelnde Positionierung der Parteiführung gegen die neue rechte Mitte in Deutschland.

## Forschungsschwerpunkte

### Salafismus und Reformation im Islam
Es lassen sich in Murtazas Forschen mehrere Schwerpunkte ausmachen. Zum einen erforscht er die gegenwärtigen Strömungen im sunnitischen Islam, insbesondere die Salafiyya. Hierzu entwickelte er eine differenzierte Typologie, in der die historischen Bedingungen für das Entstehen des Phänomens Salafiyya berücksichtigt werden. Murtaza vergleicht verschiedene Salafiyya-Bewegungen miteinander hinsichtlich ihres Entstehungskontextes, ihrer Genese und ihren inhaltlichen Positionen. Demnach lassen sich unter den Begriff Salafiyya vier Richtungen ausmachen:
1. die literalistische Salafiyya (Bsp. Wahhabismus),
2. die reformistische Salafiyya (Bsp. Dschamal ad-Din al-Afghani und Muhammad Abduh),
3. die ideologische Salafiyya (Bsp. Muslimbrüder) und
4. die literalistisch-ideologische Salafiyya (Bsp. Hizb ut-Tahrir).

Murtaza kommt zu dem Schluss, dass sich durch eine solche Betrachtung der Salafiyya durchaus Parallelen zur Entstehung des Protestantismus ausmachen lassen. Murtaza stellte in seinem 2016 erschienenen Buch Die gescheiterte Reformation: Salafistisches Denken und die Erneuerung des Islam eine ausführliche Übersicht dieser vier Salafiyya-Strömungen vor, mit Schwerpunkt auf den Wahhabismus, zog Parallelen zur christlichen Reformation und legte dar, weshalb eine Reformation strukturell im Islam nicht gelingen und historisch im Vergleich zum Christentum nicht wünschenswert sein kann. Zuvor hatte er sich in seinen Büchern Die ägyptische Muslimbruderschaft – Geschichte und Ideologie und Die Reformer im Islam. Jamal Al-Din Al-Afghani – Muhammad Abduh – Qasim Amin – Muhammad Raschid Rida ausführlich mit der Geschichte, dem Denken und Innenleben der ideologischen und reformistischen Salafiyya befasst.
Das Scheitern der Salafiyya-Bewegungen, so Murtaza, habe zur Entstehung eines neuen Phänomens geführt: einem islamischen Nihilismus, der die Ideologie von Terrororganisationen wie der Al-Qaida oder dem IS sei.

### Atheismus
Wiederholt hat sich Murtaza mit dem Atheismus auseinandergesetzt. Zuletzt in seinem Werk Die Friedensmacher: Ethos und Ethik im Islam. In Murtazas Toleranzmodell stellt der Atheismus eine ebenso profunde Antwort auf die Fraglichkeit menschlicher Existenz dar wie der Gottesglaube. Weiter widerspricht Murtaza der weitläufigen Meinung religiöser Vertreter, Atheisten seien zugleich amoralische Menschen. Insofern sieht er die Religionsgemeinschaften für einen Dialog und Auseinandersetzung mit dem Atheismus schlecht aufgestellt, aber auch Atheisten würden sich ständig um dieselben Vorwürfe gegen die Religionen drehen und unfähig sein, diese zu überwinden und einen konstruktiven Dialog zu führen. Murtaza weist weiter darauf hin, dass auch der Atheismus eine Gewaltgeschichte besitzt, indem er auf die politischen Ideologien Kommunismus und Faschismus verweist. In einer Dekonstruktion atheistischer Argumente, die gegen den Gottesglauben sprechen, zeigt Murtaza auf, dass der Atheismus letztendlich auch nur eine Annahme und Glaubensvorstellung ist, die aber ebenso wenig beweisbar sei wie der Glaube an Gott. Wichtiger als Dialog wäre daher ein Wettstreit, wer von beiden Weltanschauungen in der Lage sei, einen Beitrag zu einer menschenwürdigen und menschenfreundlichen Welt zu entrichten. Dennoch sieht Murtaza gerade den Islam von allen Religionen am besten in der Lage, einen Dialog mit Atheisten zu führen, da es einige interessante Parallelen zwischen Atheismus und Islam gäbe.

### Islamische Philosophie
Ein weiterer Schwerpunkt bildet die Restauration und Fortschreibung der islamischen Philosophie, um zu einem postsalafistischen Islamverständnis zu gelangen. Hierbei stützt er sich vor allem auf die Arbeiten von Dschamal ad-Din al-Afghani, Muhammad Iqbal, Abdoldjavad Falaturi und Murad Wilfried Hofmann, aber auch auf nicht-muslimische Philosophen wie Friedrich Nietzsche und Erich Fromm. Hierzu veröffentlichte er die Grundlagen-Monographien Islamische Philosophie und die Gegenwartsprobleme der Muslime: Reflexionen zu dem Philosophen Jamal Al-Din Al-Afghani, Islam. Eine philosophische Einführung und mehr... und Islamische Existenzialphilosophie: Muhammad Iqbal nietzscheanisch gelesen. Seit 2016 ist er gemeinsam mit Murad Hofmann Herausgeber einer Buchreihe zur Geschichte der islamischen Philosophie. Seit dem Ableben Hofmanns führt Murtaza die Reihe in alleiniger Herausgeberschaft fort. Ziel der Reihe ist es, nicht nur eine plurale Sichtweise auf die islamische Philosophie zu geben, sondern zugleich ihre Rezeption in Europa herauszustellen, die maßgebliche Impulse für die Renaissance und Aufklärung gab. Hierfür schuf er den Neologismus „Islamopäische Philosophie“, um Narrative der europäischen Philosophiegeschichte aufzubrechen und Islamfeindlichkeit sowie kulturelle Aneignung aufzudecken.

### Toleranz und jüdisch-muslimischer Dialog
Ein anderer Schwerpunkt stellt die Erstellung eines aktualisierten Toleranzkonzepts im Islam dar, wobei Murtaza den Weltethos-Gedanken von Hans Küng in sein Denken mit aufnimmt. In den vergangenen Jahren betonte Murtaza insbesondere die Bedeutung des jüdisch-muslimischen Dialogs und dekonstruierte den islamisch verbrämten Antisemitismus, der nach Murtaza historisch mit dem Nahost-Konflikt verknüpft sei und damit behebbar. In seinem Werk Schalom und Salam: Wider den islamisch verbrämten Antisemitismus gelangt er zu der Feststellung, dass Muslime, die antisemitische Argumente benutzen, sich auffällig wenig auf den Koran beziehen. Sie würden stattdessen häufig Bezug nehmen auf europäische antisemitische Schriften, allen voran die so genannten „Protokolle der Weisen von Zion“.
Im Zuge des Terroranschlages der HAMAS am 7. Oktober auf Israel und der damit verbundenen antisemitischen Gewalt, die Juden in Deutschland erfuhren, appellierte Murtaza an seine Glaubensgeschwister, ihr eigenes Handeln, ethisch einzuordnen.
Murtaza kritisierte im gleichen Atemzug aber auch deutsche Juden, die sich einseitig mit der israelischen Regierung und deren Gewaltlogik solidarisieren und sich nicht für einen gerechten Frieden für beide Seiten starkmachen.
Er sieht den Zentralrat der Juden und den Zentralrat der Muslime in der Bringschuld gemeinsam sich für einen gerechten Frieden auszusprechen und eine Deeskalationsstrategie zu entwerfen, damit Juden und Muslime sich nicht reflexartig zu Parteisoldaten der Konfliktparteien machen und einer Soldatendenkweise anheimfallen.

### Gewaltlosigkeit
Weiter forscht Murtaza zu Gewaltlosigkeit, abgeleitet aus den Quellen des Islam. Hierzu beschäftigt er sich mit zeitgenössischen Denkern und Gelehrten wie Jawdat Sa'id, Maulana Wahiduddin Khan, Asghar Ali Engineer, Muhammad Al-Hussaini Al-Schirazi, Khan Abdul Ghaffar Khan, Muhammad Ali Jinnah, Nimr Baqir An-Nimr, als auch Bewegungen wie etwa der palästinensischen Friedensbewegung. Eine Zusammenfassung einer gelebten islamischen Friedenslehre legte Murtaza 2019 mit seinem Buch Gewaltlosigkeit im Islam: Denker, Aktivisten und Bewegungen islamischer Gewaltfreiheit vor. Später legte Murtaza mit Die Friedensstifter: Ethos und Ethik im Islam eine eigene und umfassenden Friedensphilosophie vor, die insbesondere das Einüben in eine spirituelle Friedenspraxis zum Gegenstand hat.

### Homosexualität
Murtaza spricht sich für eine Akzeptanz homosexueller Muslime in der muslimischen Community aus und begründet dies mit der transzendenten Würde des Menschen. Er bestreitet dabei nicht, dass es ein Spannungsverhältnis zwischen Islam und Homosexualität gibt, glaubt aber, dass dieses wie einst im Mittelalter gemildert werden kann, da die von Gott verliehene Menschenwürde schwerer wiege. Die Todesstrafe für homosexuelle Handlungen, wie sie manche muslimische Gelehrten einfordern, lehnt Murtaza strikt ab, da sie sich nicht im Koran findet und die Freiheit und das Selbstbestimmungsrecht des Menschen verletze. 2017 legte Murtaza mit dem Werk Islam und Homosexualität – ein schwieriges Verhältnis eine philosophische Debattenschrift hierzu vor.

### Integration und Bürgerrechte
Für den Zentralrat der Muslime initiierte und leitete er von 2011 bis 2014 das Projekt „Das Grundgesetz im (Migrations-)Vordergrund“, das parteiübergreifend Unterstützung fand.
Im Zusammenhang mit der Flüchtlingskrise und der damit verbundene Herausforderung für die Integration äußerte Murtaza in einem Interview.
In seinem Buch Abraham – Ismael – Isaak: Leitgestalten für Juden, Christen und Muslime beschäftigt sich Murtaza mit der Rolle der abrahamischen Religionen, insbesondere der muslimischen Gemeinschaft, in der Moderne und ihrem Verhältnis zur politischen Macht. Nach Murtaza sollen Juden, Christen und Muslime in ihren vier Handlungsfeldern: Friedensarbeit, Achtung der Menschenwürde, Einhaltung der Gerechtigkeit und Bewahrung der Schöpfung zusammenarbeiten. Hinsichtlich der politischen Macht plädiert er für Distanz, damit Vertreter einer religiösen Gemeinschaft und die religiöse Botschaft nicht korrumpiert werden. Er verweist dabei auf die Erfahrungen der Mihna. Politische Macht, definiert als die äußere Unterwerfung des Menschen unter einer Autorität, sei niemals das Ziel des Propheten Muhammad gewesen.
Nach Murtaza bedeutet dies jedoch nicht, dass die Religionsgemeinschaften keine politischen Akteure sind. Durch die Macht der Nächstenliebe, definiert als eine Macht, der sich die Menschen aus innerer Zustimmung unterwerfen, leiten Juden, Christen und Muslime Transformationsprozesse in ihren Gesellschaften ein, die im Einklang mit ihren vier Handlungsfeldern stehen. Die Erziehung des Gläubigen zu einem vorbildlichen Menschen sei seit jeher Ziel der Religionen gewesen, daher verwundert es Murtaza nicht, dass sich die Religionen und ihre Denker wenig um Institutionenlehre gekümmert haben.
Die Distanz zwischen Staat und Religionsgemeinschaft schütze den Staat vor religiöser Vereinnahmung als auch die Religion vor politischen Missbrauch. Der religionsneutrale säkulare Staat sei demnach die gesunde Mitte.
Nach Murtaza dient der Abstand von den politischen Mächten auch der Glaubwürdigkeit der Religionsgemeinschaften. Bei gesellschaftlichen Konflikten kann eine solche dann als ehrlicher Makler zwischen allen Parteien fungieren, da sie als unabhängig, uneigennützig und fair wahrgenommen wird, da sie keine politischen oder ökonomischen Interessen verfolgt. Weiter gilt sie als ungefährlich, da sie nicht mit politischen, wirtschaftlichen oder militärischem Druck und Zwang arbeitet, sondern allein durch ihre Überzeugungskraft in Wort und Tat. Hierdurch erhalten religiöse Akteure einen Vertrauensvorschuss, während politisierte Religionsgemeinschaften Friedensprozesse eher behindern.
Murtaza zufolge, sind die Muslime Deutschlands gesellschaftstragend, da inmitten Relevanz- und Identitätskrise autochthoner Deutscher die muslimische Minderheit zur willkommenen Projektions- und Abgrenzungsfläche wird, was sich in den vergangenen Jahrzehnten anhand der Politik-Talkshows gut belegen lasse. Immer wieder gehe es um Kopftücher, muslimische Machos und Paschas, Grundgesetz und Scharia sowie Gefahr. Deutschlands Muslime würden von der Mehrheitsgesellschaft nicht als Mitbürger angesehen, sondern zum anderen konstruiert, was autochthonen Deutschen ein Gefühl von Identität verleihe.

### Islamischer Staat und Hizb ut-Tahrir
Murtaza ist ein Kritiker von Befürwortern eines Islamischen Staates, insbesondere der Hizb ut-Tahrir. Er bemängelt, dass Apologeten eines Islamischen Staates ignorieren, dass sämtliche Versuche seit dem 20. Jahrhundert einen solchen zu gründen in Diktaturen gemündet haben. Mit dieser Tatsache und dem damit verbundenen Leid setzen sich diese Aktivisten nicht auseinander.
Weiter kritisiert er, dass die Befürworter eines Islamischen Staates sich überhaupt nicht bewusst seien, dass der moderne Staatsbegriff ein gänzlich anderer sei als der vormoderne. Welches Modell wird also angestrebt?
Die Hinwendung zum totalitären und unterdrückerischen Regime wurzle bereits in der Ideologie der Befürworter eines Islamischen Staates, da diese Gesellschaft stets monolithisch denken. Dabei zeige die Alltagswirklichkeit, dass eine Gesellschaft plural ist, da sie sich aus verschiedenen Gruppen zusammensetzt, die unterschiedliche Interessen haben. Aufgabe der Politik sei es, einen Konsens zwischen diesen Lagern herbeizuführen, sodass man gemeinsam als Gesellschaft weiterschreiten kann. Da die Gesellschaft aber bei den Ideologen stets nur als „islamische Gesellschaft“ propagiert wird, grenze dies sofort Andersgläubigen und Andersdenkende aus und mache sie zu reinen „Landbewohnern“, die geduldet werden.
Ebenso dekonstruiert er die Vorstellung, dass im Islamischen Staat der Souverän Gott sei.
Murtaza fragt weiter, was denn die oberste materielle Aufgabe des Islamischen Staates sei? Anhand der Texte der Ideologen schlussfolgert er, dass dies der Schutz der Religion sei, da sie den Staat trägt und legitimiert. Folglich könne ein solcher Staat mittels einer Schwert- und Schildfunktion alle Freiheitsrechte wie Meinungsfreiheit und Versammlungsfreiheit unterbinden, was abermals belege, dass der Islamische Staat in eine Diktatur führe.
Gerade in dem Faktum, dass Vertreter eines Islamischen Staates aus den Glaubensquellen keine Blaupause für einen solchen ableiten können, ist nach Meinung Murtazas der stärkste Beleg dafür, dass er nicht Bestandteil des Islam ist, sondern ein modernes Phänomen im Denken von Muslimen.

## Positionen und Kontroversen
Im Zusammenhang mit den Terroranschlägen auf die Pariser Satirezeitung Charlie Hebdo, führte die Wochenzeitung Der Freitag ein Interview mit Murtaza, in dem er Muslime aufforderte, sich dem gewalttätigen Islam zu stellen, schließlich hätten alle Religionen in ihren Schriften „Talibantexte“ mit denen sich kritisch Gläubige auseinandersetzen müssen. Sonst würde sich die Geschichte immer wiederholen. In einem Interview mit der Wochenzeitung Die ZEIT plädierte Murtaza für eine rationalistische Lesart des Koran.
In einem Interview mit Telepolis erklärte Murtaza, dass eine Debattenkultur essentiell für eine Erneuerung der muslimischen Gemeinde sei. Weiter erklärte Murtaza in einem Interview mit der Zeitschrift debatte die Bekämpfung des islamischen Extremismus für die derzeit größte Herausforderung für die Muslime.
Gegenüber einer Reformation des Islam analog zur christlichen Reformation äußerte Murtaza große Bedenken. Zum einen befände sich der Islam seit geraumer Zeit in einem solchen Prozess in Gestalt der salafiyya und zum anderen habe die christliche Reformation das Christentum nicht erneuert, sondern eine Kirchenspaltung und Religionskriege hervorgebracht. Nicht die Reformation, sondern die Aufklärung habe Europa schließlich erneuert. Als nach dem Dreißigjährigen Krieg beide christlichen Konfessionen erschöpft waren und ihre Glaubwürdigkeit verloren hatten, habe sich ein Raum für neue Ideen ergeben, der die Aufklärung möglich machte. Für Muslime bedeute dies daher, dass sie einen anderen Weg finden sollten, zu einer Erneuerung des Islam zu gelangen. Nötig seien hierfür Selbsterziehung des einzelnen Muslims und eine aufgeklärte Debattenkultur.
Murtazas wissenschaftliche Auseinandersetzung mit der Theologie Mouhanad Khorchides in seinem Buch Islam. Eine philosophische Einführung und mehr…. führten 2014 zu einer Kontroverse, in der Murtaza in einem öffentlichen Brief eine Mobbingkampagne Khorchides gegen ihn bekannt machte, die für eine notwendige sachliche Debatte kontraproduktiv sei. Zumal Khorchides Kollege Milad Karimi Murtazas Buch zuvor gelobt hatte. Khorchide stritt diese Vorwürfe ab und drohte mit rechtlichen Konsequenzen, die jedoch nicht folgten. Der Journalist Till-Reimer Stoldt schrieb 2016 über Khorchide und diesen Streit.
In einem groß angelegten Interview nahm Murtaza ausführlich Stellung zu den wiederholten Angriffen des Islamwissenschaftlers Abdel-Hakim Ourghi, der Murtaza wiederholt als „Islamist“, „Dschihadist“ und „Geisteskranken“ diffamiert hatte. Murtaza zufolge ziele der Konkurrenzkampf in der Islamwissenschaft mittlerweile darauf, andersdenkende Wissenschaftler dermaßen zu diffamieren, dass ihre ganze Existenz zerstört wird. Er hoffe, dass eines Tages eine Rückkehr zu einer Sachdebatte möglich ist.
Zur Kontroverse des Händeschüttelns von Muslimen und Nichtmuslimen entgegengesetzten Geschlecht erklärte Murtaza in einem Interview 2017, dass Händeschütteln ein wichtiger Brauch in den westlichen Gesellschaften sei und für Frieden, Freundschaft und Vertrauen stehe. Diese Geste stelle keinen intimen Körperkontakt dar, und daher sollten Muslime sich dieser nicht verweigern.

## Rezeption
Die Journalistin Julia Gerlach beurteilt die Arbeit von Kübra Gümüsay, Hülya Kandemir und Muhammad Sameer Murtaza als typisch für einen „reflektierteren, selbstbewussteren, individuelleren Zugang zur Religion“. Die Islamische Zeitung bezeichnete Murtaza als einen der produktivsten Autoren der deutsch-muslimischen Community. Laut Friedenstheologie.de kommt niemand, der sich zum Themenfeld Islam/Frieden/Krieg/Gewaltlosigkeit orientieren will an dem Autor Muhammad Sameer Murtaza vorbei. Gerlach zufolge, gehört es zu den Stärken Murtazas, dass er einerseits auf Moscheeebene mit der muslimischen Community verbunden ist und andererseits einen akademischen Diskurs mit der deutschen Mehrheitsgesellschaft führt. Klar sei dabei: „Er redet dem muslimischen Mainstream nicht nach dem Mund – und auch nicht dem der Mehrheitsgesellschaft“, was ihn zu einem unbequemen Dialogpartner mache.
Insbesondere Murtazas Dekonstruktion des Wahhabismus, aber auch des liberalen Islams fand über die muslimische Gemeinschaft Deutschlands hinaus Beachtung.

## Veröffentlichungen (Auswahl)

### Wissenschaftliche Aufsätze
- Al-Afghanis Plädoyer für die islamische Philosophie. In: Nun. (8) 2009, S. 26–34.
- Die Demokratisierung der muslimischen Welt. Ansichten des muslimischen Philosophen Gamal Al-Din Al-Afghani. 2009. muslimische-stimmen.de (PDF; 111 kB).
- Können die Weltreligionen noch einen Beitrag zum Frieden leisten? 2011. islam.de (PDF; 222 kB).
- Wozu Weltethos? Ein Plädoyer aus den Quellen des Islam. 2011. islam.de (PDF; 359 kB).
- Das „Projekt Weltethos“ als Vermittler zwischen Juden und Muslimen. 2011. https://islam.de/files/pdf/projekt_weltethos_vermittler.pdf
- Jenseits von Eden. Was die Anschläge von Toulouse bedeuten und vor welche Herausforderungen sie die muslimische Community stellen. 2012. https://islam.de/20027
- Islam ohne Seele oder alles nur PR? Warum die Debatte zwischen „liberalen“ und „konservativen“ Islam eine Scheindebatte ist. 2012. islam.de.
- Islamische Toleranz im Konflikt. Konzeptionen eines umstrittenen Begriffes. 2012. franz-hitze-haus.de.
- Sayyid Qutbs hermeneutische Methoden und Auslegung des Qur'ans am Beispiel der Sure al-baqara. In: Milad Karimi, Mouhanad Khorchide: Jahrbuch für Islamische Theologie und Religionspädagogik. Freiburg 2012, S. 39–61.
- Die simple Unterteilung in Gut und Böse. Die Genealogie der HAMAS. 2013. islamische-zeitung.de
- Die Fähigkeit zur Selbstkritik am Beispiel des islamisch verbrämten Antisemitismus. 2013. islam.de.
- Islamische Toleranz im Konflikt II. 2013. franz-hitze-haus.de.
- Was ist die Salafiyya?. 2014. islam.de (PDF; 1,2 MB).
- Gott, der Erbarmer, der Gerechte, der Liebevolle. 2014. islam.de.
- Der Universalismus in Thora und Qur'an. 2014. islam.de.
- Der gewaltlose Widerstand der Palästinenser. 2015. friedenstheologie.de.
- Gott liebt, Menschen töten: Die Gewaltlosigkeit in der Praxis der ersten Muslime – Die Goldene Regel – Die Grenzen der Gewaltlosigkeit. 2015. islam.de.
- Der Gender-Dschihad – Denkanstöße für ein partnerschaftliches Zusammenwirken von Mann und Frau. 2015. islam.de.
- Ismael und die Wiederherstellung des Abrahamssegen. 2016. islam.de (PDF; 1,1 MB).
- Die Tischgemeinschaft – Grundlagen einer Friedenslehre aus den Quellen des Islam. 2016. islam.de (PDF).
- Gewahrwerden und Achtsamkeit als erste Schritte auf dem Pfad der islamischen Friedenslehre. 2016. islam.de (PDF).
- Zu viele Waffen in zu vielen Händen. 2017. In: Religion und Frieden. 6. Hubertusburger Friedensgespräche 21.–22. Oktober 2016. Protokollband. Jena, S. 78–95.
- Salafiyya – eine muslimische Reformation? In: inamo. 23 (91), 2017, S. 42–46.
- Hat der Islam ein Gewaltproblem? 2017. In: Schambeck, Mirijam; Pemsel-Maier, Sabine: Welche Werte braucht die Welt? Wertebildung in christlicher und muslimischer Perspektive. Freiburg: 216–232.
- Ein inklusives Wir im säkularen Staat. 2017. In: Bibel und Liturgie… in kulturellen Räumen 3: 189–197.
- Die gescheiterte Reformation im Islam. 2017. In: Evangelisches Predigerseminar: Unser Luther? Perspektiven auf ein Jahrhundert Jubiläum. Lutherstadt Wittenberg: 60–84.
- Weltethos in Zeiten von Umbrüchen – Ein muslimisch-philosophischer Gedankengang. In: Michael Klöcker, Udo Tworuschka (Hrsg.): Handbuch der Religionen. Kirchen und andere Glaubensgemeinschaften in Deutschland. Olzog Verlag, Landsberg (Lech) 1997 ff., ISBN 3-7892-9900-6, Einzellieferung 57, 2018, S. 1–18.
- Was Karl Barth vom Islam hätte lernen können. In: Susanne Hennecke (Hrsg.): Karl Barth und die Religion(en). Erkundungen in den Weltreligionen und der Ökumene. Vandenhoeck & Ruprecht, Göttingen 2018, S. 151–163.
- Frieden ist kein Geschenk. In: Markus Thurau (Hrsg.): Gewalt und Gewaltfreiheit in Judentum, Christentum und Islam. Annäherungen an ein ambivalentes Phänomen. Göttingen 2018, S. 211–230.
- Erneuerung: Eine Architektur der Umma für das 21. Jahrhundert. In: Vivien Neugebauer (Hrsg.): Heilige Schriften im Deutungsstreit: Wie legen Christen und Muslime sie heute aus? Loccum 2018, 171–184.
- Welche Bedeutung hat die Scharia im säkularen Staat? Von der Rechtswissenschaft zur Ethik. In: Reinhold Mokrosch, Habib El Mallouki: Religionen und der globale Wandel: Politik, Wirtschaft, Bildung. Stuttgart 2019, S. 29–52.
- Weite und Grenzen der Toleranz im Islam gegenüber religionslosen Monotheisten und Atheisten. In: Ströbele, Christian; Gharaibeh, Mohammad; Hock, Klaus; Tatari, Muna: Säkular und religiös: Herausforderungen für islamische und christliche Theologie. Regensburg 2020, S. 187–199.
- Zwischen Hass uns Begehren: Die Fetischisierung muslimischer Menschen in rassistischen Denkwelten. 2021. islam.de

### Bücher
- Lawrence von Arabien und die Neugestaltung des Nahen Osten. Norderstedt 2009, ISBN 978-3-8370-1202-6. Rezension, in: Cube-Mag. März 2010. Jörg Beyer Rezension, in: Muslimische-Stimmen. Juni 2009.
- mit Andrea Köck: Muslime im Krankenhaus. Ein interreligiöser Ratgeber für das Krankenpflegepersonal. Norderstedt 2009, ISBN 978-3-8391-1741-5.
- Islamische Philosophie und die Gegenwartsprobleme der Muslime. Reflexionen zu dem Philosophen Jamal Al-Din Al-Afghani. Tübingen 2012, ISBN 978-3-89930-371-1.
- Die ägyptische Muslimbruderschaft – Geschichte und Ideologie. Berlin 2011, ISBN 978-3-942972-06-2. Christian Wolff: Rezension, in: H-Soz-u-Kult 20. Dezember 2011.
- Islamische Philosophie und die Gegenwartsprobleme der Muslime. Reflexionen zu dem Philosophen Jamal Al-Din Al-Afghani. Tübingen 2012, ISBN 978-3-89930-371-1. Rezension von Frauke Heard-Bey, Abu Dhabi: DAVO-Nachrichten Band 36–37.
- Islam. Eine philosophische Einführung und mehr... Norderstedt 2014, ISBN 978-3-7322-9828-0. Murad Hofmann: Rezension, islam.de vom 7. Juni 2014.
- mit Jörgen Klußmann; Holger-C. Rohne; Yahya Wardak: Gewaltfreiheit, Politik und Toleranz im Islam. Wiesbaden 2015, ISBN 978-3-658-10486-3.
- Die Reformer im Islam. Jamal Al-Din Al-Afghani – Muhammad Abduh – Qasim Amin – Muhammad Raschid Rida. Norderstedt 2015, ISBN 978-3-8334-5073-0.
- Islamische Existenzialphilosophie: Muhammad Iqbal nietzscheanisch gelesen. Norderstedt 2016 (zugleich Dissertation), ISBN 978-3-7412-4936-5.
- mit Murad Wilfried Hofmann und Ecevit Polat: Islamische Philosophie. Band 1: Von den Anfängen bis zu Al-Kindi. Hamburg 2016, ISBN 978-3-7345-5210-6; vgl. dazu Rezension von Sulaiman Wilms in: Islamische Zeitung Nr. 257: 16.
- Die gescheiterte Reformation: Salafistisches Denken und die Erneuerung des Islam. Herder 2016, ISBN 978-3-451-34891-4.
- Islam und Homosexualität – ein schwieriges Verhältnis. Hamburg 2017, ISBN 978-3-7439-0677-8.
- Adam – Henoch – Noah – Ijob: Die frühen Gestalten der Bibel und des Qur'an aus jüdischer und muslimischer Betrachtung. Hamburg 2017, ISBN 978-3-7439-5688-9.
- mit Murad Wilfried Hofmann, Mahdi Esfahani und Büsra Yücel: Islamische Philosophie. Band 2: Islamische Philosophie im Konflikt – von Al-Razi und Al-Farabi bis Ibn Miskawai. Hamburg 2017, ISBN 978-3-7439-8774-6. Rezension von Tijana Sarac: Rezension, in: Islamische Zeitung vom 3. Mai 2018.
- Schalom und Salam: Wider den islamisch verbrämten Antisemitismus. Frankfurt am Main 2018, ISBN 978-3-95779-085-9. Rezension von Frank Hörtreiter in Die Christengemeinschaft 11/2018: 41.
- Abraham – Ismael – Isaak: Leitgestalten für Juden, Christen und Muslime. Hamburg 2018. Rezension von Andrea Kreisel in Info3 (Juli–August 2019): 62.
- mit Murad Wilfried Hofmann: Islamische Philosophie. Band 3: Die Blütezeit der Falsafa. Hamburg 2019.
- Gewaltlosigkeit im Islam: Denker, Aktivisten und Bewegungen islamischer Gewaltfreiheit. Berlin. 2019. Rezension von Judith Wipfler: Rezension.
- Worte für ein inklusives Wir: Klartext zur „Muslimfrage“. Hamburg. 2020. Rezension von Sulaiman Wilms: Rezension, in: Islamische Zeitung vom 1. Juli 2020.
- Islamische Philosophie Band 4: Die Kritik an der Falsafa. Hamburg. 2020.
- Die Friedensmacher: Ethos und Ethik im Islam. Ahrensburg. 2023.
- Islamische Philosophie Band 5: Islamopäische Philosophie. 2024.